# Norbert Banaszek
Norbert Banaszek (ur. 18 czerwca 1997 w Warszawie) – polski kolarz szosowy i torowy. Medalista mistrzostw Polski w obu tych dyscyplinach.
Kolarstwo uprawiali również jego ojciec (Dariusz Banaszek), brat (Adrian Banaszek) oraz kuzyn (Alan Banaszek).
Startuje również w zawodach kolarstwa torowego – w dyscyplinie tej stawał na podium mistrzostw Polski.

## Osiągnięcia
Opracowano na podstawie:

2019
- 3. miejsce w Pucharze Ministra Obrony Narodowej

2020
- 1. miejsce w In the footsteps of the Romans
  - 1. miejsce na 1. etapie
- 1. miejsce na 4. etapie Dookoła Bułgarii
- 3. miejsce w mistrzostwach Polski (jazda drużynowa na czas)

2021
- 1. miejsce w klasyfikacji górskiej Baltic Chain Tour

2022
- 1. miejsce na 1. etapie Belgrad–Banja Luka (jazda drużynowa na czas)
- 1. miejsce w mistrzostwach Polski (start wspólny)